# Sulfid platnatý
Sulfid platnatý je anorganická sloučenina se vzorcem PtS. Je to zelená, nerozpustná pevná látka. Má neobvyklou krystalovou strukturu skládající se z čtvercově planárních iontů platnatých a oktaedrických sulfidových center. Nejsnadněji se připravuje žíháním směsi chloridu platnatého, uhličitanu sodného a síry.